# Movement Assessment Battery for Children – Second Edition
Movement Assessment Battery for Children – Second Edition (auch bekannt als Movement ABC-2 oder M-ABC-2) ist ein international verbreiteter, standardisierter Motoriktest, der die motorische Entwicklung von Kindern und Jugendlichen im Alter von 3 bis 16 Jahren erfasst.
Der Entwicklungsstand im Bereich Motorik wird überprüft und mögliche Entwicklungsstörungen der motorischen Funktionen werden abgeklärt. Zum Screening hilft die Movement ABC-2, Defizite im Bereich der motorischen Entwicklung frühzeitig zu erkennen, das motorische Niveau zu bestimmen und gezielte therapeutische Maßnahmen zu planen. Geprüft werden dabei die fein- und grobmotorische Koordinationsfähigkeit eines Kindes (Handgeschicklichkeit, Ballfertigkeit und die Fähigkeit zur statischen sowie dynamischen Balance).

## Geschichte des Testverfahrens
Die Entwicklung der Movement ABC-2 stellte einen langen Prozess dar, der 1966 begann. Zu dieser Zeit wurde der Begriff „clumsiness“ (zu Deutsch: Tollpatschigkeit oder Ungeschicklichkeit) bei durchschnittlich begabten Kindern zwar schon in der Literatur erwähnt, es stand aber kein Testverfahren zur Verfügung, mit dem sich das Ausmaß der motorischen Beeinträchtigungen objektiv bestimmen ließ. Deshalb begann die Arbeitsgruppe von Denis Stott und Sheila Henderson mit der Entwicklung des „Test of Motor Impairment“ (kurz: TOMI) (Stott, Moyes, Henderson, 1972, 1984), der erstmals 1972 publiziert wurde. Dieser Test stellt ein Vorläuferverfahren der Movement ABC dar, die erstmals 1992 erschien und nun in einer revidierten Fassung vorliegt.

## Das Verfahren
Mit der Movement ABC-2 lässt sich ein Gesamttestwert bestimmen, der als objektives Maß die motorische Leistungsfähigkeit abbildet. Das Gesamtergebnis setzt sich aus den Werten der drei Skalen Handgeschicklichkeit, Ballfertigkeiten und Gleichgewichtssinn zusammen. Die Movement ABC-2 besteht insgesamt aus drei Testbatterien, die jeweils acht Untertests umfassen. Einige der Untertests wurden direkt aus der ersten Version der Movement ABC übernommen, andere Untertests wurden durch neue Aufgaben ersetzt. Für jede der drei Altersgruppen (3;0 bis 6;11 Jahre, 7;0 bis 10;11 Jahre und 11;0 bis 16;11 Jahre) steht eine eigene Testbatterie zur Verfügung, deren Schwierigkeitsgrad je nach Alter und Entwicklungsstand des Kindes ansteigt. Der Testleiter wählt anhand des Alters des Kindes zum Testzeitpunkt aus, welche der drei Testbatterien zu verwenden ist.

### Unterschiede zwischen der Movement ABC und der Movement ABC-2
Im Gegensatz zur Movement ABC-2 liegt für die Vorgängerversion Movement ABC keine Deutsche Adaptation vor. Die inhaltlichen Veränderungen in der Movement ABC-2 umfassen Veränderungen an den Materialien, den Untertests, den Instruktionen und dem Altersbereich.
- Materialien: Die Materialien der ersten Fassung der Movement ABC wurden überwiegend aus Holz angefertigt. Da dieses häufig in Handarbeit geschah, ergaben sich dadurch leichte Abweichungen in den Abmessungen, die den Kriterien standardisierter Testverfahren nicht genügten. Verstärkt wurde dieser Effekt noch durch den Fakt, dass Holz ein recht empfindliches Material ist, das sich im Laufe der Zeit verändern kann. Deshalb wurden alle Materialien der Movement ABC-2 aus Plastik angefertigt, welches leicht zu reinigen ist und den Charakter von Spielmaterialien aufweist.
- Veränderungen der Untertests: Aus verschiedenen Gründen wurden einzelne Items von der Movement ABC zur Movement ABC-2 verändert oder ersetzt, um eine größere Vergleichbarkeit der Untertests zwischen den Altersgruppen (z. B. Mattenhüpfen bzw. Zickzack-Hüpfen bei Kindern und Jugendlichen) zu erreichen oder weitere motorische Funktionen (z. B. die Stifthaltung der Kinder und Jugendlichen) überprüfen zu können.
- Instruktionen: Die Instruktionen zur Durchführung der einzelnen Untertests wurden überarbeitet, um die Durchführungs- und Auswertungsobjektivität des Testverfahrens weiter zu erhöhen.
- Altersbereich: Der Altersbereich, in dem die Movement ABC-2 angewendet werden kann, wurde sowohl nach oben als auch nach unten ausgeweitet. Es können jetzt Kinder im Alter von 3 bis 16 Jahren untersucht werden, im Gegensatz zur Movement ABC, die einen Altersbereich von 4 bis 12 Jahre abdeckte. Die Erkenntnis, dass entwicklungsbedingte Koordinationsstörungen sich nicht mit den Jahren auswachsen, führte dazu, die Movement ABC-2 auf den Altersbereich der 11- bis 16-Jährigen auszuweiten. Bei vielen Kindern wird die Störung erst in dieser Entwicklungsphase erkannt, so dass es unbedingt notwendig ist, auch für diese Altersspanne ein diagnostisches Instrument zur Verfügung zu haben (Sudgen & Chambers, 1998.[3] Pless & Carlson, 2000[4]). Die Altersgruppen wurden aus pragmatischen Gründen von vier auf drei Gruppen reduziert[5]

### Aufgaben
Untertests Altersgruppe 1 (3;0 bis 6;11 Jahre):
1. Taler einwerfen (Handgeschicklichkeit): Aufgabe ist es, sechs bzw. zwölf Plastiktaler von der Tischplatte aufzunehmen und durch einen schmalen Schlitz in eine Plastikbox zu stecken.
2. Perlen aufziehen (Handgeschicklichkeit): Aufgabe ist es, sechs bzw. zwölf Plastikperlen auf eine Schnur aufzufädeln.
3. Spur nachzeichnen 1 (Handgeschicklichkeit): Die Strecke zwischen zwei Linien soll kontinuierlich gezeichnet werden, ohne die Begrenzungen zu übermalen.
4. Bohnensäckchen fangen (Ballfertigkeiten): Kind soll ein Bohnensäckchen auffangen.
5. Bohnensäckchen werfen 1 (Ballfertigkeiten): Das Bohnensäckchen soll in den roten Kreis einer Matte geworfen werden.
6. Ein-Bein-Stand (statische Balance): Aufgabe ist es, für bestimmte Zeit auf einem Bein die Balance zu halten.
7. Laufen mit abgehobenen Fersen (dynamische Balance): Das Kind läuft eine Linie entlang ohne mit der abgehobenen Ferse den Boden zu berühren.
8. Mattenhüpfen 1 (dynamische Balance): Das Kind hüpft aus dem Stand mit geschlossenen Beinen von Matte zu Matte vorwärts.

Untertests Altersgruppe 2 (7;0 bis 10;11 Jahre):
1. Stifte einstecken (Handgeschicklichkeit): Aufgabe ist es, kleine Plastikstecker schnellstmöglich in ein Brett zu stecken.
2. Schnur einfädeln (Handgeschicklichkeit): Aufgabe ist es, eine Schnur durch die Löcher eines Plastikbrettes zu ziehen.
3. Spur nachzeichnen 2 (Handgeschicklichkeit): Die Strecke zwischen zwei Linien soll kontinuierlich gezeichnet werden, ohne die Begrenzungen zu übermalen.
4. Zweihändiges Fangen (Ballfertigkeiten): Das Kind wirft einen Tennisball an die Wand und fängt ihn beim Zurückspringen mit beiden Händen auf.
5. Bohnensäckchen werfen 2 (Ballfertigkeiten): Das Bohnensäckchen soll in den roten Kreis einer Matte geworfen werden.
6. Ein-Brett-Balance (statische Balance): Das Kind balanciert für bestimmte Zeit auf einem Fuß auf dem Balancebrett.
7. Laufen Ferse-an-Zeh vorwärts (dynamische Balance): Das Kind läuft so auf der Linie entlang, dass bei jedem Schritt die Ferse des einen Fußes, die Zehen des anderen Fußes berührt.
8. Mattenhüpfen 2 (dynamische Balance): Das Kind hüpft aus dem Stand auf einem Bein von Matte zu Matte vorwärts.

Untertests Altersgruppe 3 (11;0 bis 16;11 Jahre)
1. Stecker wenden (Handgeschicklichkeit): Aufgabe ist es, kleine zweifarbige Plastikstecker, die bereits in ein Brettchen eingesteckt sind, schnellstmöglich umzudrehen, so dass die jeweils andere Farbe nach oben zeigt.
2. Dreieck bauen (Handgeschicklichkeit): Aufgabe ist es, mithilfe von Muttern und Schrauben drei Plastikstreben so zusammenzusetzen, dass ein Dreieck entsteht.
3. Spur nachzeichnen 3 (Handgeschicklichkeit): Die Strecke zwischen zwei Linien soll kontinuierlich gezeichnet werden, ohne die Begrenzungen zu übermalen.
4. Einhändiges Fangen (Ballfertigkeiten): Das Kind wirft einen Tennisball an die Wand und fängt ihn beim Zurückspringen mit einer Hand auf.
5. Zielwerfen (Ballfertigkeiten): Ein Tennisball soll in einen roten Kreis an der Wand geworfen werden.
6. Zwei-Brett-Balance (statische Balance): Das Kind balanciert für bestimmte Zeit so auf dem Balancebrett, dass sich die Ferse des einen Fußes und die Zehen des anderen Fußes berühren.
7. Laufen Ferse-an-Zeh rückwärts (dynamische Balance): Das Kind läuft rückwärts eine Linie entlang, wobei die Zehen des einen Fußes die Ferse des anderen Fußes bei jedem Schritt berühren.
8. Zickzack-Hüpfen (dynamische Balance): Aus dem Stand heraus macht das Kind diagonale Sprünge von einer Matte zu anderen.

### Material und Dauer
Die Testzeit für ein Kind liegt bei 20–30 Minuten. Die Testung wird individuell durchgeführt. Der ideale Untersuchungsraum sollte mindestens eine Größe von 6 m × 4 m aufweisen und über eine glatte Wand verfügen. Wenigstens ein
Teil der Bodenoberfläche sollte relativ eben sein, damit eine optimale Durchführung der Aufgaben gewährleistet ist.

### Auswertung
Anhand der Kennzeichnung am jeweils rechten Rand der Normwerttabellen, kann der Testleiter sofort ersehen, ob die Leistung des Kindes altersentsprechend (Prozentränge größer 15), kritisch (Prozentränge zwischen sechs und 15) oder therapiebedürftig (Prozentränge kleiner oder gleich fünf) ist.

### Normen
Die Normen basieren auf den Ergebnissen von 634 in Deutschland getesteten und 1000 in Großbritannien getesteten Kindern.

## Schlussbemerkungen
Im Kindes- und Jugendalter ist eine uneingeschränkte Bewegungsfähigkeit eine notwendige Voraussetzung für ungestörte Entwicklung, da sich nur so verschiedenste Kompetenzen ideal ausbilden können. So führen Beeinträchtigungen der motorischen Leistungsfähigkeit häufig zu psychosozialen Störungen, Verhaltensauffälligkeiten, einem verminderten Selbstwertgefühl sowie Bewegungsmangel, der Übergewicht begünstigt. Aus diesem Grund ist es enorm wichtig, motorische Defizite frühzeitig zu erkennen, um entsprechende Fördermaßnahmen einzuleiten (Opper, Worth, Wagner & Bös, 2007). Differenzierte Motoriktests ermöglichen es, den aktuellen Leistungsstand eines Kindes objektiv abzubilden; sie sind dabei in der Lage, Stärken und Schwächen eines Kindes zu ermitteln und Anknüpfungspunkte für gezielte Förderung aufzuzeigen. Es gilt allerdings zu beachten, dass motorische Tests nur eine Momentaufnahme der motorischen Leistungsfähigkeit darstellen. Insbesondere Leistungen von sehr jungen Kindern werden oftmals von ihren aktuellen Befindlichkeiten und ihrer Stimmungslage beeinflusst. Dies sollte bei der Formulierung einer Diagnose angemessen berücksichtigt werden (Henderson, Sudgen & Barnett, 2007).